# Alfonso Johnson
Alfonso Roberto Johnson Murillo (Panama, 3 dicembre 1969) è un ex cestista colombiano naturalizzato panamense.

## Carriera
Con Panama ha disputato i Campionati americani del 1999.